# Antaios (Zeitschrift)
Antaios (Untertitel: Zeitschrift für eine freie Welt) war eine von 1959 bis 1971 im Stuttgarter Ernst Klett Verlag zweimonatlich erscheinende Kulturzeitschrift. Als Herausgeber fungierten Ernst Jünger und Mircea Eliade, verantwortlicher Redakteur war Philipp Wolff-Windegg, ein Neffe des Verlegers Ernst Klett.
Ernst Klett wollte zu Beginn der 1950er Jahre eine eigene konservative Kulturzeitschrift gründen. Vorbild war die Zeitschrift Zalmoxis, die von Mircea Eliade herausgegeben worden war und die sich mit symboltheoretischen Themen beschäftigt hatte. Klett gewann den in Paris lebenden Eliade als ersten Herausgeber für das neue Periodikum.
Das Themenspektrum sollte spirituelle, religiöse, mythologische und psychologische Themen umfassen. Klett stand in Verbindung mit Autoren aus dem Umfeld der Eranos-Tagungen, denen er eine Plattform bieten wollte. Für die Position des zweiten Herausgebers fragte er erfolglos bei Aldous Huxley, Joseph Campbell und Karl Jaspers an. Ernst Jünger schließlich sagte zu.
Als Titel war zunächst Janus im Gespräch, bis Friedrich Georg Jünger, Bruder von Ernst Jünger, den Vorschlag machte, das Blatt nach Antaios zu benennen, einem Riesen aus der griechischen Mythologie.
Zu den Autoren zählen vornehmlich Vertreter konservativer und rechter Ideen wie Julius Evola, Ernst Benz, Will-Erich Peuckert oder Marcel Jouhandeau. Allerdings bot Antaios auch Autoren wie Furio Jesi, Hans Kayser, Laurens van der Post, Kathleen Raine und Ernesto de Martino ein Forum.
Da die Verkaufszahlen rückläufig waren und der Klett-Verlag zudem 1968 mit der Übernahme des Merkur eine weitere (und kommerziell erfolgreichere) Kulturzeitschrift im Programm hatte, entschied man sich 1971 zur Einstellung von Antaios.